# 坪田秀雄
坪田 秀雄（つぼた ひでお、1977年3月13日 - ）は、日本の俳優。リコモーション所属。

## 人物
- 体重61kg、バスト91cm、ウェスト71cm、ヒップ89cm、靴のサイズ26.0cm[1]。
- 趣味・特技はサッカー、バスケットボール、釣り[1]。

## 出演

### テレビドラマ
NHK
- ワンダフルライフ〜私の履歴ショウ〜

NHK BSプレミアム
- 猿飛三世（2012年） - 郭雲坊 役

日本テレビ
- ハケンの品格
- ナースマンがゆく 第6話
- フレーフレー人生!
- Shin-D成田家の人々
- ごくせん
- CAとお呼びっ! 第1話

TBS
- ブラザー☆ビート - 東 役

フジテレビ
- 女の一代記シリーズ「悪女の一生〜芝居と結婚した女優・杉村春子の生涯」

テレビ朝日
- 霊感バスガイド事件簿
- おみやさん第6シリーズ 第2話
- 科捜研の女（2019年） ‐ 本原邦彦

朝日放送
- 綾辻行人・有栖川有栖からの挑戦状5 安楽椅子探偵と笛吹家の一族

奈良テレビ放送
- 少子化対策番組「子ども〜夢・希望・感動」

### テレビCM
- NTT - Docomo
- YAMAHA - JOG
- エイデン
- J-PHONE
- 日本マクドナルド - プレミアムマック
- コクヨ - ミミオ
- レイク - ほのぼのレイク
- 日本コカ・コーラ - ジョージアGABA

### ラジオCM
- リクルート - フロムA

### 映画
- 絵里に首ったけ（三原光尋監督）
- 突入せよ! あさま山荘事件（原田眞人監督）
- ここに、幸あり（けんもち聡監督）
- 萌えキュン@MOVIE 聖♥美少女フィギュア伝 - 涼太 役
- 紙風船

### 舞台
- 蜜の味/三つの味
- SLAPSTICKS
- ヤマトタケル
- 去る者は日々に遠し
- 夜想〜フリカエレバ、ソレハイツモ美シク〜
- 七人ぐらいの兵士
- Cinderella Liberty
- かえらざる青春の手記 「同期の桜-君にめぐり逢いたい-」
- 七人ぐらいの兵士（2000年）

### オリジナルビデオ
- スミレ刑事の花咲く事件簿 episode 3（2011年5月2日発売） - 鳴海三郎 役

### PV
- 高田梢枝『秘密基地』
- 藤木直人『HEY!FRIENDS』

### その他
- SNK - NEO GEOワールドアトラクション（声優）